# Life as a House
 Life as a House és una pel·lícula d'Irwin Winkler estrenada el 2001.

## Argument
George Monroe, un arquitecte d'edat madura, tenia un gran projecte. S'havia promès restaurar ell mateix la casa llegada pel seu pare. Els anys han passat, entrampat pel ritme d'una vida massa carregada, ha abandonat el seu somni i ha perdut molt: s'ha divorciat de la seva dona Robin, el seu fill Sam ha perdut confiança en ell i la gent no li fa la vida fàcil.
Acomiadat, George ha de tornar a arrencar la seva vida sobre noves bases. A la costa Pacífic, de cara a l'oceà, podrà finalment concretar el seu somni. Comença sol, però es troba aviat ajudat per la seductora noia de la casa veïna i els fills que ha tingut la seva ex-dona amb el seu nou marit.

## Repartiment
- Kevin Kline: George Monroe
- Kristin Scott Thomas: Robin Kimball
- Hayden Christensen: Sam Monroe
- Jena Malone: Alyssa Beck
- Mary Steenburgen: Coleen Beck
- Jamey Sheridan: Peter Kimball
- Ian Somerhalder: Josh
- Scott Bakula: Kurt Walker

## Producció
A Character Building: Inside Life as a House, un suplement del DVD, el director Irwin Winkler confessa que mai es va adonar de l'amor que es revifava entre George i Robin era un aspecte clau del guió fins que va veure Kevin Kline i Kristin Scott Thomas en les seves escenes junts. Winkler va encoratjar els actors a improvisar diàlegs, molts dels quals es van incloure en la pel·lícula final.
A From the Ground Up, un altre suplement del DVD, el dissenyador de producció Dennis Washington parla de com se’l va exigir que construís un carrer sencer de cases que portaven a la casa de Sam, que era enfilada en un penya-segat sobre l'Oceà Pacific a Palos Verdes, Califòrnia. La casa nova es va construir en un altre lloc, després es desmantellava i es transportava al lloc on es necessitava. Quan la pel·lícula es va acabar, la casa es va desmantellar, i es va reconstruir i ampliar per convertir-se en una biblioteca per a l'Escola Primària de Kenter Canyon a Brentwood (Califòrnia).
El banda sonora inclou "What You Wish For" i "Rainy Day" de Guster, "That's the Way" de Gob, "Live a Lie" i "Somewhere" de Default, "Sweet Dreams" de Marilyn Manson, "Water" de ohGr, "Rearranged" de Limp Bizkit, "Both Sides Now" de Joni Mitchell, "Gramercy Park" de Deadsy, i "How to Disappear Completely" de Radiohead.
La pel·lícula es va estrenar al Festival Internacional de Cinema de Toronto, abans d'emetre’s a sales.

## Nominacions
- 2002. Globus d'Or al millor actor secundari per Hayden Christensen